# Найман (Ульяновская область)
Найман — село в Павловском районе Ульяновской области России. Входит в состав Холстовского сельского поселения.
Население — 240 (2010) человек.

## Название
Название-антропоним: найманы — одно из тюркских племён, совершавших набеги на мордовские земли и проживавших на них длительное время.

## География
Село находится в пределах Приволжской возвышенности, являющейся частью Восточно-Европейской равнины, на реке Ломовка, на высоте около 290 метров над уровнем моря. Восточнее села — крупный лесной массив. Рельеф местности холмистый. Почвы — чернозёмы оподзоленные.
Село расположено примерно в 20 км по прямой к северо-северо-востоку от районного центра посёлка городского типа Павловка. По автомобильным дорогам расстояние до районного центра составляет 27 км, до областного центра города Ульяновска — 230 км. На юге село Найман граничит с селом Холстовка.

## История
Основано в конце XVI века вместе с селом Старый Пичеур, но, возможно, это ошибка.
В первой половине XVIII века переселенцами из Найман совместно с переселенцами из Славкино основали село Мордовская Карагужа (вначале называлось Наймано-Славкино).
В Списке населённых мест Российской империи по сведениям за 1859 год упоминается как казённое село Найман (Архангельское) Хвалынского уезда Саратовской губернии, расположенная при реке Ломовке по правую сторону тракта из города Хвалынска в квартиру второго стана и в Кузнецкий уезд на расстоянии 73 вёрст от уездного города. В населённом пункте насчитывалось 73 дворов, проживали 292 мужчины и 329 женщин, имелся православный молитвенный дом и мельница.
Согласно переписи 1897 года в Наймане проживали 1141 житель (530 мужчин и 611 женщин), все православные.
Согласно Списку населённых мест Саратовской губернии 1914 года село Найман относилось к Старо-Печеурской волости, в селе проживали преимущественно бывшие государственные крестьяне, мордва, составлявшие одно сельское общество, к которому относилось 235 дворов, в которых проживали 713 мужчин и 861 женщина, всего 1574 жителя. Не входили в состав сельского общества 8 хозяйств, 17 мужчин и 23 женщины, всего 40 человек.

## Население
Динамика численности населения по годам:
| Годы      | 1859 | 1897 | 1911 | 1989 | 2002 |
| --------- | ---- | ---- | ---- | ---- | ---- |
| Население | 621  | 1141 | 1574 | ≈510 | 264  |

| 2010 |
| ---- |
| 240  |

Национальный состав
Согласно результатам переписи 2002 года мордва составляла 92 % населения села.

## Инфраструктура
Личное подсобное хозяйство с зоной сельскохозяйственного использования, индивидуальная застройка усадебного типа.
Основа экономики — сельское хозяйство.

## Достопримечательности
- Часовня в память о почившем праведнике Старцеве Владимире Тимофеевиче[12]